# Rule 3:36
Rule 3:36 — другий студійний альбом американського репера Ja Rule, випущений 10 жовтня 2000 року на лейблах Def Jam Recordings та Murder Inc. Records. На альбомі присутні Крістіна Міліан, Lil'Mo, Shade Sheist і Jayo Felony, а продюсери Ірв Готті (який також є виконавчим продюсером альбому), Ty Fyffe, Tru Stylze, Lil Rob і Damizza взяли участь у створенні альбому. Альбом ознаменував значну зміну в музичному стилі Ja Rule, перейшовши від хардкорного хіп-хопу до більш дружнього до радіо орієнтованого на поп-реп звучання, що досягло більшого успіху.
Rule 3:36 дебютував на вершині американського чарту Billboard 200 із 276 000 проданими копіями за перший тиждень, а 20 серпня 2001 року отримав як потрійний платиновий сертифікат. Було випущено чотири сингли; усі вони досягли різного ступеня успіху в чартах. Найуспішніший сингл, «Put It on Me» за участю Vita, посів 8 місце в Billboard Hot 100, ставши його першим синглом у десятці найкращих у цьому чарті як головного виконавця, і отримав свою першу номінацію за найкраще реп-виконання від дует або група на 44-й церемонії вручення премії "Греммі".

## Фон
Rule 3:36 містить пісню під назвою «Fuck You», яка має назву «Furious» як чисту версію для радіо. Пісня отримала середнє звучання в ефірі, а також є частиною саундтреку до фільму «Форсаж» (де вона має назву «Furious»). На диску все ще є здебільшого дружня до радіо поп-музика, на відміну від його пізніших альбомів, які містять диси більш темного тону. Альбом все ще містить відвертий матеріал і був створений у чистій версії, яка лише видаляє ненормативну лексику та тексти про наркотики/насильство, хоча деякі слова, такі як "повії" та "дупа", також залишилися. 

## Оцінки
Rule 3:36 продав 276 000 за перший тиждень. Початкова критична оцінка на Rule 3:36 була середньою. На Metacritic, який призначає стандартизовану оцінку зі 100 рецензіям основних критиків, альбом отримав середню оцінку 56 на основі 5 рецензій. Альбом став тричі платиновим.

## Список композицій
З трек-листу альбому.
| #   | Назва                                                      | Автор                                                     | Продюсер(и)                        | Тривалість |
| --- | ---------------------------------------------------------- | --------------------------------------------------------- | ---------------------------------- | ---------- |
| 1.  | «Intro»                                                    |                                                           | Lil' Rob Irv Gotti                 | 1:14       |
| 2.  | «Watching Me»                                              | Jeffrey Atkins Robert Mays Irving Lorenzo                 | Lil' Rob Irv Gotti                 | 1:55       |
| 3.  | «Between Me and You» (за участю Крістіна Міліан)           | Atkins Mays Lorenzo                                       | Lil Rob Irv Gotti                  | 4:10       |
| 4.  | «Put It on Me» (за участю Vita)                            | Atkins Paul Walcott Lorenzo Taheem Crocker                | Tru Stylze Irv Gotti               | 4:23       |
| 5.  | «6 Feet Underground»                                       | Atkins Edward Hinson Lorenzo                              | Self Irv Gotti                     | 5:05       |
| 6.  | «Love Me, Hate Me»                                         | Atkins Mays Lorenzo                                       | Lil' Rob Irv Gotti Ja Rule (спів.) | 4:44       |
| 7.  | «Die» (за участю Tah Murdah, Black Child і Dave Bing)      | Atkins Tyrone Fyffe Lorenzo Crocker Ramel Gill            | Ty Fyffe Irv Gotti                 | 4:37       |
| 8.  | «Fuck You» (за участю 01 і Vita)                           | Atkins Lorenzo Richard Wilson                             | Dat Nigga Reb Irv Gotti            | 4:13       |
| 9.  | «I'll Fuck U Girl (Skit)»                                  |                                                           | Irv Gotti                          | 1:34       |
| 10. | «Grey Box (Skit)»                                          |                                                           | Irv Gotti                          | 0:16       |
| 11. | «Extasy» (за участю Tah Murdah, Black Child і Jayo Felony) | Atkins Mays Lorenzo Crocker Gill James Savage             | Lil' Rob Irv Gotti                 | 5:06       |
| 12. | «It's Your Life» (за участю Shade Sheist)                  | Atkins Lorenzo Damion Young                               | Damizza Irv Gotti                  | 4:30       |
| 13. | «I Cry» (за участю Lil' Mo)                                | Atkins Mays Lorenzo Cynthia Loving Kenny Gamble Leon Huff | Lil' Rob Irv Gotti                 | 5:18       |
| 14. | «One of Us»                                                | Atkins Fyffe Gill Crocker                                 | Lil' Rob Irv Gotti                 | 6:00       |
| 15. | «Chris Black (Skit)»                                       |                                                           | Irv Gotti                          | 3:02       |
| 16. | «The Rule Won't Die»                                       | Atkins Mays Lorenzo                                       | Lil' Rob Irv Gotti                 | 2:17       |

 • (спів. ) Співпродюсер

## Чартові позиції
| Чарт (2000–2002)                        | Найвища позиція |
| --------------------------------------- | --------------- |
| Канада Canadian Albums (Billboard)      | 8               |
| Canadian R&B Albums (Nielsen SoundScan) | 5               |
| Нідерланди Dutch Albums (MegaCharts)    | 44              |
| Німеччина German Albums (Media Control) | 72              |
| Велика Британія UK Albums (OCC)         | 83              |
| Велика Британія UK R&B Albums (OCC)     | 10              |
| США Billboard 200                       | 1               |
| США Top R&B/Hip-Hop Albums (Billboard)  | 1               |

| Чарт (2000)                             | Позиція |
| --------------------------------------- | ------- |
| Canadian Albums (Nielsen SoundScan)     | 151     |
| US Billboard 200                        | 113     |
| US Top R&B/Hip-Hop Albums               | 53      |
| Чарт (2001)                             | Позиція |
| Canadian Albums (Nielsen SoundScan)     | 106     |
| Canadian R&B Albums (Nielsen SoundScan) | 24      |
| Canadian Rap Albums (Nielsen SoundScan) | 11      |
| US Billboard 200                        | 27      |
| US Top R&B/Hip-Hop Albums               | 10      |
| Чарт (2002)                             | Позиція |
| Canadian R&B Albums (Nielsen SoundScan) | 148     |
| Canadian Rap Albums (Nielsen SoundScan) | 74      |

## Сертифікації
| Регіон                                             | Сертифікація  | Продажі    |
| -------------------------------------------------- | ------------- | ---------- |
| Канада (Music Canada)                              | Платиновий    | 100 000^   |
| Велика Британія (BPI)                              | Срібний       | 60 000^    |
| США (RIAA)                                         | 3× Платиновий | 3 000 000^ |
| ^відвантаження, що базуються лише на сертифікаціях |               |            |